# Pápay család
A Pápay család alapítója Pápay Gergely, aki a XVI-ik század második felében és a XVII-ik század elején Temesváron élt, és a törökellenes harcok során nyújtott szolgálataiért 1607-ben nemesi címert nyert. Még életében Alsójára községbe települt. Alsójára Tordától 25 km-re nyugatra, a Torockói-hegység és a Gyalui-havasok közti medencében fekszik. 1601-ben Giorgio Basta Torda város jelentős részét elpusztította. A város mellett verte meg a császári sereg Vitéz Mihály vajda seregét.  1614-ben Bethlen Gábor sóvágóknak adományozta az elnéptelenedett települést, ekkor kezdődött el újra a sókitermelés. 1665-ben Torda és Dés városokat a gyulafehérvári országgyűlés nemes városokká nyilvánította. Pápay Gergely fiai György és Mózes 1607-től már Tordán éltek és a város életében aktív szerepet játszottak, városi tanácsosok, szenátorok, bírók voltak. Pápay Mózes Bethlen Gábor támogatását élvezte. A Pápay család házasságok révén kiterjedt és vagyonos család lett Marosszéken. A házastársak között voltak a káli Kún, a székesi gróf Bercsényi, a nyárádgálfalvi Fekete, galambodi Bán, szucsáki és kövesdi Thomory, ölyvesi Csiszár, nagyváradi Szénásy és más nemes családok tagjai. A Pápay és rokon családok tagjai közül sokan részt vettek a Rákóczi-szabadságharc (1703-1711) küzdelmeiben és ezért 1711 után birtokaikat elvették,   tordaiak hasonló okok miatt 1711 kezdve kiváltságaikat elveszítették.

## A Pápay család (temesvári-, alsó-járai-, tordamegyei-, mezőcsávási) nemességének megerősítése és címere
A marosjárai címer: kék mezőben arany koronából növekedő, balra fordított grif kinyújtott jobbjában egyenes kardot tart. Sisakdísz: A pajzsalak. Takarók: kékarany-vörösezüst.

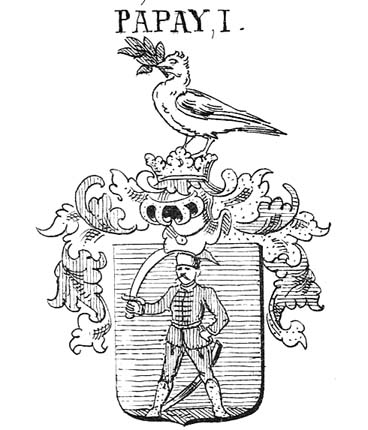
Siebmacher's Wappenbuch. Pápay, I. (Az alsójárai Pápay család címere.)

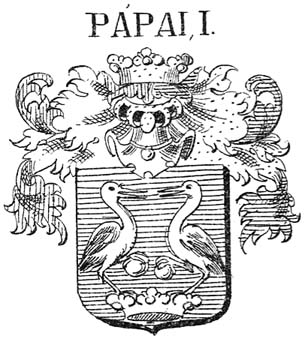
Siebmacher's Wappenbuch. Der Adel von Siebenbürgen. [Erdély] Pápay, I. címere.) Kapta 1650. április 4-én Pápay István Gyulafehérvárt II. Rákóczi György fejedelemtől.

Pápay Gergely (temesvári). 1607-ben Rákóczi Zsigmond erdélyi fejedelem Teomeoswar-i (Temesvári) Pápay Gergelynek  valamint Pápay György és Pápay Mózes nevű fiainak címeres nemeslevelet adományozott. (Kiadó: [[Rákóczi Zsigmond erdélyi fejedelem|Rákóczi Zsigmond]] – Gyulafehérvár, 1607.10.07 – nemesség és címer adományozása; adó- és/vagy vámmentesség. Birtok: Torda-Colosvar ucza (Torda). Megjegyzés: címerleírás: temesvári törökök elleni harc, utca Tordán.) Forrás: Erdélyi Történelmi adatok. VI. 1. Torda város tanácsi jegyzőkönyve. 1603-1678. Közzéteszi: Wolf Rudolf. Kolozsvár. 1993. Az Erdélyi Múzeum-Egyesület kiadása. 237.
Pápay György (alsó-járai) Pápay Gergely fia 1608-ban (Kolozsvár, 1608.05.01) Báthory Gábor erdélyi fejedelemtől nemeslevelet (címeres) nyert. Adó- és/vagy vámmentesség. 1642-ben Pápay Mózes testvérével produkált Tordán, bemutatva az 1608-as armálist.

## A Pápay családfa
Jelölések: Jelölések: *=a születés vagy keresztelés időpontja, Θ=a házastárs (férj vagy a feleség) neve, a házasságkötés helye és ideje, †=a halál vagy a temetés időpontja, helye, k.= körülbelül, nincs pontos adat, de becslést lehetett végezni, N. a vezeték- vagy keresztnév ismeretlen.
- A1 Pápay Gergely (temesvári). (*1555 k.-†1607 után.
  - B1. Pápay György (alsó-járai) (*1580-†1650 k.) 1606-ban, 1610-ben, 1616-ban Tordán városi tanácsos, szenátor volt. 1625-ben esküdt polgár. 1641-ben két adómentes háza volt Tordán. Pápay György 1646-ban 66. életévében járt, tehát 1580-ban született, meghalt 1650 körül.
  - B2. Pápay Mózes I. (alsó-járai.) (*1590-†1665-1667) Θ Kún Magdolna (káli). (*1618 k.-†1662-1667) A családfa innen periratok, majd Pápay Páltól (*1760-†1844) anyakönyvek alapján levezethető. Pápay Mózes I. Bethlen Gábor 1614-iki adomány levelében a fejedelmi emberek között van, 1638-ban városi tanácsos, szenátor, (egregius, jeles, kiváló Moses Papai) 1614-1653 között többször szerepel királyi emberként különböző fejedelmi parancsok végrehajtásában. 1642-ben Torda város főbírája, 1648-ban Alsókománai udvarbíró. 1642-ben György testvérével bemutatta Tordán az 1608-beli armálist. 1642-ben és 1650 november 26-án a kiváló számvevő Pápay Mózes úr említve van. Torda vármegye nemeseinek lustráján részt vett “Papai Moises senior” 1655-ben, akkor kb. 65 éves volt. 1659-ben és 1665-ben Pápay Mózes még élt, hivatalt viselt. Kún Magdolna (Káli) szülei, Kún János (káli) (*1580 k.-†1647 előtt.) Θ Bercsényi Zsófia. (*1585-1590 k.-†1647-1648) 1615 Harmadik leányuk Kún Magdolna. Bercsényi Zsófia szülei:  Bercsényi II. László (1564 k.–1599 k.) Θ Pekry Gábor bihari főispán, váradi főkapitány és hat székely szék főkapitányának fiatal özvegye: Baládffy Borbála, Baládffy Kristófnak Thomory Erzsébettől született leánya. Esküvő 1589 elején.
    - C1. Pápay László. (*1630 k.-†1676 után.) Presbiter: 1676 január 4. Csávás vizitáció. 1667. osztozik testvérével Pápay Péterrel.
      - D1. Pápay Anna. Θ Nagy Lőrincz. (káli.)
        - E1. Nagy József I.
          - F1 Nagy József II.
            - G1. Nagy Elek.

        - E2. Nagy György. 1730.
        - E3. Nagy János. 1730.

      - D2. Pápay Judit (alsójárai) Θ Fekete Gergely (nyárádgálfalvi) nemes. (*1655 k.-) Fekete Gergely apja Fekete Márton.

    - C2. Pápay Péter. (*1640 k.-†1685. június 19.) Θ Bán Borbála (galambodi). (*1650 k.-†1702 után.) Pápay Péter és testvére Pápay László 1667 május 14-én Mezőcsáváson osztoznak házhelyeken Pápay Mózes örökségén. A marosszéki hadköteles nemesek és lófők között van említve. Pápay de Alsójára et Mezőcsávás: 1677-ben és 1685-ben Maroszékből Pápay Péter lustrál. 1676 január 4. Mezőcsávás vizitáció. Nemzetes Pápay Péter a csávási eklézsia jegyzője, földet adott az iskolamesternek, hogy az legyen lakásának örökös lakóhelye. 1685 Pápay Péter 1 lóval lustrál. Bán Borbála szülei Bán Mihály I. Θ Csiszár Zsuzsa.
      - D1. Pápay Zsigmond. (*1680 k.-†1745 után.) Θ Győrffi Anna (galambodi) Vizitáció 1712 Mezőcsávás, Pápay Zsigmond adománya az egyháznak. Mezőcsávás. 1730 november 22. és 1731 november 26. Vizitáció. Presbiter. 1745-ben adózott. Mezőcsávás. 1730 november 22. Visitatio Mezőcsávás. Pápay Sigmond és Pápay Ádám potentiose (bíráskodva) a mester házára menvén, ablakait bédöfölték. Mezőcsávás. 1731 november 26. Visitatio Mezőcsávás. Nota bene: Pápay Zsigmond (Sigismund) úr suspicióban ejtvén magát, imponáltatott, hogy inquiráltasson (kutasson, nyomozzon) s az inquisitiot producállya előttünk. Győrffi Anna apja Győrffi Miklós (galambodi).
        - E1. Pápay Péter. (mezőcsávási). (*1714 k.-†1774 február 4. előtt.) 1759 tanú. Az 1770 évi regestrumban Pápay Péter, csávási szerepel. 1774 esztendő február 4. olim (egykori) Petri (Péter) Pápay fia Petri (Péter) Pápay. Mezőcsáváson laktak.
          - F1. Pápay Sándor. (*1742 k.-†1803 január 6.) Θ Fejérvári Mária. (*1750 k.-†1819 augusztus 12.) 1777-ben adózik, 1789 február 1. presbiter és curator. Mezőcsáváson lakik.
          - F2. Pápay Zsigmond. (*1744 k.-†1808 február 18.) Θ Jármi Kata. (*1751-†Mezőcsávás, 1817 április 6.) 1777-ben adózik. 1795 curator. Mezőcsáváson lakik.
            - G1. Pápay Elek. (*1774-†1853 augusztus 3.) Θ Székely Zsófia. Mezőcsávás. 1799 november 26. Presbiter volt 1810-1813 között.
              - H1. Pápay József. (*1807 július 15.-)
              - H2. Pápay János. (*1812-)
              - H3. Pápay Anna. (*1814-)

            - G2. Pápay Mihály, (*1776 k.-†1787 június 22.)
            - G3. Pápay Hedviga. (*1788 május 22.-)
            - G4. Pápay József. (*1791 december 2.-)

          - F3. Pápay Péter II. (*1742-†Mezőcsávás, 1815 március 30.) 1774 tanú. 1777-ben adózik. Mezőcsáváson lakik. 1806 presbiter.
            - G1. Pápai Borbála (*1787 június 12.-)
            - G3. Pápai Liza. (*1790 március 29.-)
            - G4. Pápai Péter III. (*1793 február 22.-)

          - F4. Pápay Pál I. (*1760-†Mezőcsávás, 1844 szeptember 26.) Θ Jármi Mária. Mezőcsávás, 1792 január 12.
            - G1. Pápay Erzsébet. (*Mezőcsávás, 1793 december 7.-)
            - G2. Pápay Lajos. (*Mezőcsávás, 1796 április 11.-†1796 április 26.)
            - G3. Pápay Eszter. (*Mezőcsávás, 1797-†1797 január 8.)
            - G4. Pápay Pál II. (*Mezőcsávás, 1802 november 3.-)
            - G5. Pápay Klára. (*Mezőcsávás, 1806 január 30.-)
            - G6. Pápay Elek. (*Mezőcsávás, 1807 május 7.-†Mezőcsávás, 1880 augusztus 18.) Θ György Sára. (*1817.-†Mezőcsávás, 1852 január 25. után.) Mezőcsávás, 1834 augusztus 10. 1852 január 25-én keresztszülők voltak.
              - H1. Pápay Albert I. (*Mezőcsávás, 1836 november 1.-†Mezőcsávás, 1846 előtt.) Keresztszülők: Fekete György, Fekete Ágnes, Imre Zsuzsanna.
              - H2. Pápay Dalma. (*Mezőcsávás, 1839 július 7.-).
              - H3. Pápay Bálint. (*Mezőcsávás, 1839 július 7.-†Mezőcsávás, 1878. február 4.) 1. Θ Szász Ágnes. (*1846. december 19.-) Mezőcsávás, 1865 január 21. Elváltak. Szász Ágnes szülei Szász Mihály és néhai Kis Zsuzsanna. 2. Θ Sóvárosi Katalin.
                - I1. Pápay Sándor. (*Mezőcsávás, 1871 március 2.-)
                - I2. Pápay Anna I. (*Mezőcsávás, 1875 január 31.-†Mezőcsávás, 1876 július 13.)
                - I3. Pápay Anna II. (*Mezőcsávás, 1877 október 13.-)

              - H4. Pápay Anna. (*Mezőcsávás, 1841 május 8.-†Mezőcsávás, 1845 július 26.)
              - H5. Pápay Albert II. (*Mezőcsávás, 1846 augusztus 20.-) Θ N. N. 1875 február 23.
              - H6. Pápay Domokos. (*Mezőcsávás, 1849 július 29.-) Θ N. N. 1876
              - H7. Pápay István. (*Mezőcsávás, 1855 augusztus 22.-)

            - G7. Pápay Erzsébet (Berta). (*Mezőcsávás, 1812 május 23.-†1876 után) Θ Nagy József II. (*1804 július 15.-†1866 február 8.) özvegyember, 1834 augusztus 19.
              - H1. Nagy Rózália. (*Mezőcsávás, 1840 március 16.-†Bethlen, 1904 február 7.) Θ Fekete Gergely. (*Mezőcsávás, 1829 május 29.-†Bethlen, 1915. december, 31.) Mezőcsávás, 1860 szeptember 13.
                - I1. Fekete Albert I. (*Bethlen, 1863 szeptember 30.-†Sajóudvarhely, 1908 augusztus 24.) Θ Szénásy Berta. (*Mezőmadaras, 1861-†Sajóudvarhely, 1931 augusztus 4.) Sajóudvarhely, 1892 augusztus 30. Szénásy Berta szülei: Szénásy András (Ceglőtelke, 1830-†Sajóudvarhely 1906 május 21) Θ Sebestyény Rozália (Mezőmadaras, 1836 május 10–†Sajóudvarhely, 1891 október 28)
                  - J1. Fekete Albert II. (*Sajóudvarhely, 1893 május 23.-†Sajóudvarhely, 1978 október 12.)
                  - J2. Fekete Jolán. (*Sajóudvarhely, 1894 augusztus 27.-†Sajóudvarhely, 1971 szeptember 22.) Θ Szakács Sándor (*Fellak, 1888 április 23.-†Sajóudvarhely, 1918 november 19.) Sajóudvarhely, 1910, július 16. Szakács Sándor szülei Szakács Károly (Felsőtők, 1847-†Fellak, 1889 szeptember 21) Θ csikszentmártoni- és csikdelnei Bocskor Anna  (Nina) (Fellak, 1853-†Fellak, 1889 február 19). Bocskor Nina apja  Bochkor Sándor. 
                    - K1. Szakács Jolán. (*Fellak, 1911 június. 5.-†Dés, 2000 április. 12.) Θ Gombár Sándor. (*Dés, 1899 június. 13.-†Dés, 1974 augusztus 17.) Dés, 1933 október.
                    - K2. Szakács Dóra. (*Fellak, 1914 október 19.-†Budapest, 1998 június 28.) Θ Dr. Sipos Béla II. (*Rimaszombat, 1904 augusztus 18-†Budapest, 1980 szeptember 17.) Sajóudvarhely, 1944 június 25. egyházi, polgári Kolozsvár, 1944.

                  - J3. Fekete Ilonka. (*Sajóudvarhely, 1898 június 8.-†Sajóudvarhely, 1979 november 2.)
                  - J4. Fekete Pál. (*Sajóudvarhely, 1900 július 19.-†Sajóudvarhely, 1944 december 22.) Θ Mágner Júlia. (*1907 április 3.-†Sajóudvarhely, 1996 január 13.) 1934.

          - F5. Pápay László. (-†1817 előtt.) Galambodon lakott.
            - G1. Pápay Sámuel.

          - F6. Pápay Julianna. Θ Tétsi József. 1817. Mezőcsáváson lakott.
          - F7. Pápay Klára. Θ Nagy László. 1817. Mezőcsáváson lakott.

        - E2. Pápay Ferenc. Pápay Zsigmond apja akarata ellenére vett feleségül egy paraszt lányt. (leánytestvérei is voltak)
          - F1. Pápay Rebeka (*1768-†Mezőcsávás, 1841 január 28.) Θ Kis György. 1788 november 14.

      - D2. Pápay Sámuel.
      - D3. Pápay Ádám. (*1700 k.-†1759 után.) Θ Jánosi Mária. Mezőcsávás. Vizitáció. Presbiter. 1745 összeírás. 1759 tanú.
      - D4. Pápay Sára. Θ Dénes András (bergenyei).

    - C3. Pápay Mózes II.

Kun (káli) családfa
- A1. Kún Mátyás I. (káli). Az első ismert ős, (*1520 k.-†1591 k.) Θ Toldalaghi Magdolna (gáldtői) (*1522 k.-)
  - B1. Kun Benedek. (*1548-†1592 előtt) Θ Székely Zsuzsa. (*1555 k.-). 1566 körül kb. 18 éves volt, amikor a II. János magyar király hadjáratában részt vett, a törökök elleni 1566-os harcokban. A székely főemberek névsora, kik II. János magyar király hadában híven szolgáltak. Kelet nélkül. (1566 július 11. elött.) Maros Zekreol (Marosszékről) Kwn Benedek. 1548 körül születhetett, mert 1566-ban 18 éves volt. A különböző Székely Oklevéltárakban 1570, 1571, 1573, 1574, 1575 években neve szerepel. Szolgálataiért Berekersztúron és Iklandon birtokot kap. Az Iklandi birtokkal kapcsolatban pereskedés volt. Nagyernyei Sikó Pál és társai jelentése János Zsigmondhoz, hogy György Pált és Balázst iklandi és székesi székely birtokaikba beiktatták s az ellentmondó káli Kun Benedeket 1570 október 15-én törvénybe idézték.  1571 márc. 2. Székelyvásárhely. II. János magyar király az iklandi és székesi székely örökségeket iklandi György Pálnak és Balázsnak a Pált illető házzal együtt visszaítélvén s a tárgyaláson (1570 október 30-án) meg nem jelent alperes káli Kun Benedeket birságon marasztván,— nagyernyei Székely Ferencnek és társainak meghagyja, hogy az említett székely örökségeket és házat nevezetteknek adják vissza, a Kun Benedek ingó, esetlég ingatlan javaiból pedig a birság erejéig vegyenek eleget. Báthory István erdélyi fejedelem (1571-1586) 1571 június 10-én elismeri támogatását. Kun Benedek Gyulafehérvárt 1575 október 9-én kelt iratban így szerepel: a hűséges, becsületes, serény: Fidelibus nostris egregiis et agilibus Benedicto Kun de Kal. 1592 – Koczkány Márton kéri per-költségeit az elhunyt Kun Benedek fiain, úgymint Kun Gáspár, Kun Benedek, Kun János, Kun Mihály és Kun László. Kun Benedek tehát 1592 előtt meghalt.
    - C1. Kun János. (*1580 k.-†1647 előtt) Θ Bercsényi Zsófia. (*1585-1590 k.-†1633 k. Eltemették Kun Borbála leánya, Simény Gáborné, (sárdi) mellé, a káli régi templomban, amely alatt a földes-úri Kún-család sírboltja volt), 1615. Három leányuk született, Borbála, Zsuzsanna és Magdolna. Giorgio Basta védőlevele Káli Kun János részére, Dévai tábor, 1603 szeptember 14.  1609 09 12. birtokadomány, kiadó: Báthory Gábor erdélyi fejedelem 1614-ben. Birtok: Kal; Szentmarton; Vadad; Czinuas; Izlo; Czikfalua (Marosszék). Utaló: ti: Senniei de Kissenie Pongrác és Petki de Ders János tanácsosok, székelyföldi fejedelmi biztosok. Megjegyzés: székely jobbágyok. konfiskált jobbágyok visszaadása. Bethlen Gábor fejedelemsége idején a legtöbb jobbágyot tartó primorok között talál-ható. Bethlen Gábortól 1626 június 8-án birtokadományokat kapott, kiállítva Gyulafehérvárt. 1634 május 22-én I. Rákóczi Györgynemességet és címert adományoz Kun de Kal Jánosnak. Primorok és jobbágytartók az 1614-es lustra alapján: Primorok és jobbágytartók Marosszéken: Kun János Mezőcsávás: 12, Bözöd: 2, Ménes: 2, Székes: 2, Iszló 1, Vadad: 6, Kál 24, Mezőszentmárton:6, Chykfalva: 3, jobbágy. 9 községben 58 jobbágya volt. Marosi Marticula. 1687.  118. old. Kál. 1640 Templom örökségei. Kun János. 
      - D1. Kun Magdolna. (*1618 k.-†1662-1667), Θ Pápay Mózes. (*1590 k.-†1665-1667).